# Fredrik Bryngelsson
Fredrik Bryngelsson (10 aprile 1975) è un ex calciatore svedese, di ruolo difensore.

## Carriera
Bryngelsson giocò nel Göteborg, prima di passare al Norrby. Successivamente, giocò nello Häcken, per cui esordì nell'Allsvenskan. Firmò allora per gli inglesi dello Stockport County, trasferendosi in seguito al Raufoss. Esordì in squadra, all'epoca militante nella 1. divisjon, in data 21 aprile 2003: fu titolare nella vittoria per 2-1 sul Fredrikstad. Tornò poi al Norrby, per poi accordarsi con il Lumezzane. A fine stagione tornò in Svezia, sempre al Norrby, per poi chiudere la carriera al Bollebygds.